# Józef Dambek

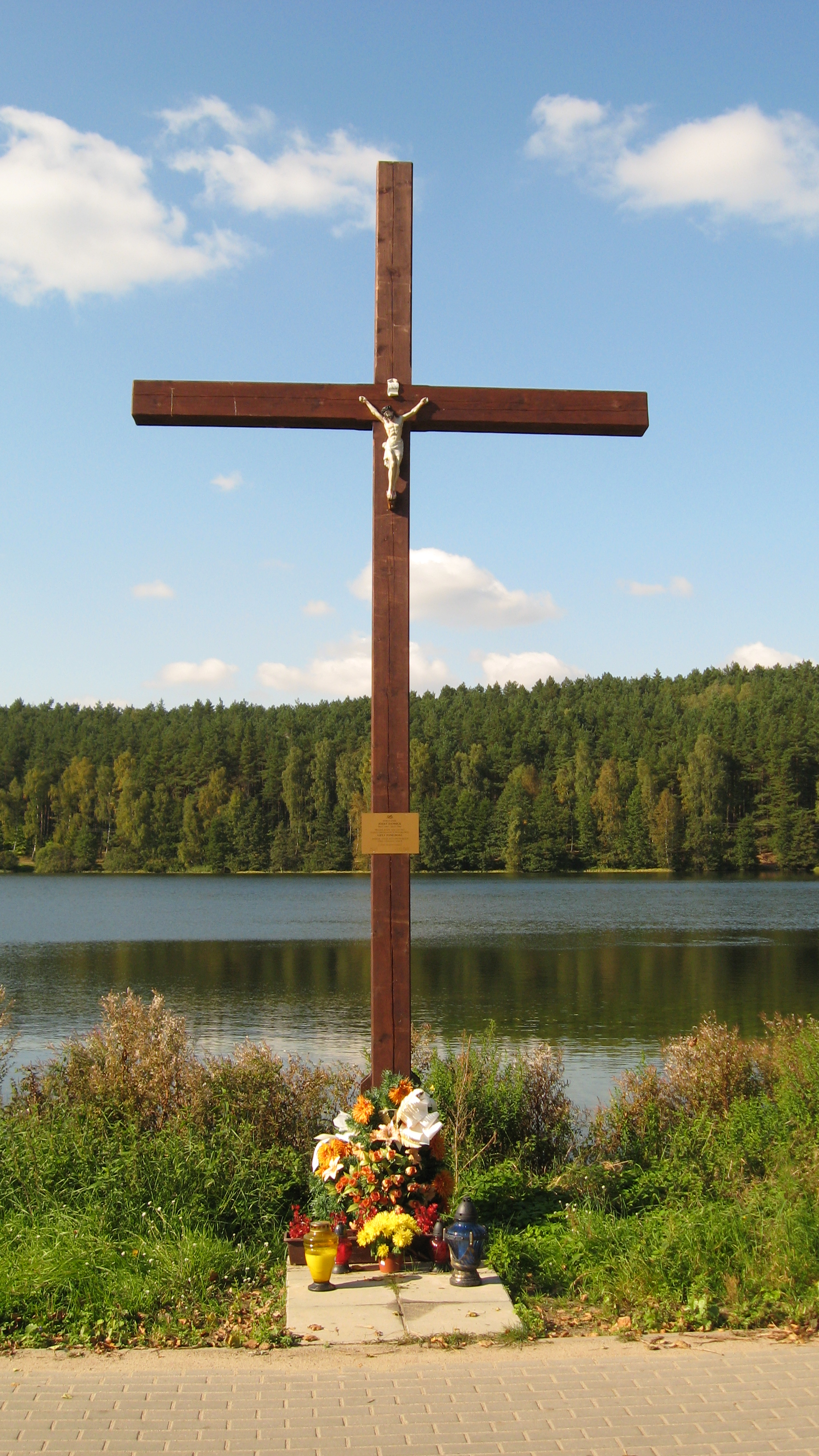
krzyż upamiętniający Józefa Dambka nad Jeziorem Dąbrowskim

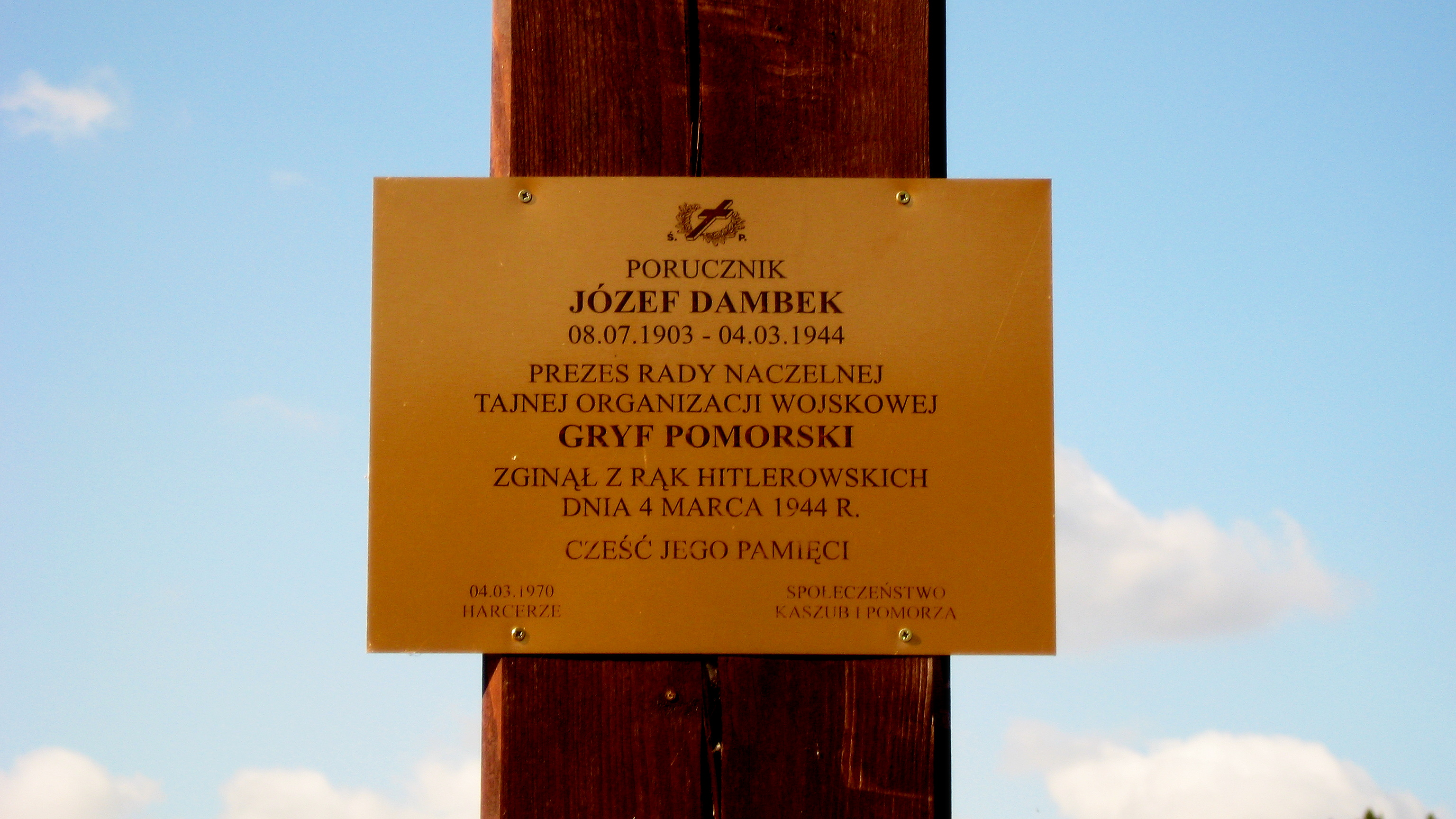
krzyż upamiętniający Józefa Dambka nad Jeziorem Dąbrowskim

Józef Dambek ps. „Lech”, „Jur”, „Falski”, „Kil”; przybrane nazwiska „Adam Falski”, „Adam Kil” (ur. 7 lipca 1903 w Zdrojach koło Świecia, zm. 4 marca 1944 pod Sikorzynem) – polski działacz społeczny i pedagog, podczas okupacji niemieckiej przywódca Tajnej Organizacji Wojskowej „Gryf Kaszubski”, zastępca prezesa Rady Naczelnej, a od 1943 roku – przywódca Tajnej Organizacji Wojskowej „Gryf Pomorski”. W 2017 roku pośmiertnie awansowany na stopień kapitana.

## Życiorys

### Młodość i okres II Rzeczypospolitej
Był synem Józefa Dambka, właściciela sklepu kolonialnego w Zdrojach i Matyldy z domu Szczęsnej. Od 1910 roku uczęszczał do szkoły ludowej w Gackach. W 1920 roku rozpoczął pracę zarobkową przy budowie elektrowni w Gródku. Przeszedł kurs nauczycieli pomocniczych w Świeciu, po którym pracował (bez pełnych kwalifikacji) w szkołach w Sławutówku i Domatowie. Następnie przeniósł się do większych szkół w Leśniewie i Żarnowcu, gdzie został jej kierownikiem. W latach 1926–1928 był zaangażowany – we współpracy z placówką Straży Granicznej w Piaśnicy – w rozpracowanie niemieckiej grupy dywersyjnej z Pucka. W latach 1928–1929 wraz z warszawskimi nauczycielami współtworzył tzw. Uniwersyteckie Kursy Wakacyjne. Działał w Towarzystwie Gimnastycznym „Sokół”, będąc prezesem lokalnej komórki, Związku Nauczycielstwa Szkół Powszechnych, Lidze Obrony Powietrznej i Przeciwgazowej, Polskim Związku Zachodnim, Towarzystwie Czytelni Ludowych, zakładając wiejskie punkty biblioteczne. We wrześniu 1930 roku, w proteście przeciw aresztowaniom posłów i działaczy partii opozycyjnych, usunął ze szkoły w Żarnowcu portrety marszałka Józefa Piłsudskiego, w związku z czym został odwołany z funkcji jej kierownika i zawieszony w czynnościach nauczyciela. Jednakże dzięki interwencji wpływowych znajomych otrzymał skierowanie do szkoły w Gowidlinie. Od 1931 roku uczył w 1-klasowej szkole w Kobylu. W tym okresie ujawnił silne sympatie dla działalności Stronnictwa Narodowego.
Współpracował z Związkiem Strzeleckim.
W źródłach można spotkać się z informacją, że Józef Dambek należał do powołanego dnia 3 września 1939 roku zespołu konspiracyjnego, który miał dwa zadania: utrzymać łączność pomiędzy opuszczonymi przez wojsko polskie terenami Pomorza a dowództwem armii „Pomorze” i władzami państwowymi w Warszawie oraz Wybrzeżem, a także przygotowywać ewakuację urzędników państwowych i działaczy społecznych, którzy pozostali na Pomorzu. Członkostwo Dambka w tym zespole zanegował historyk Konrad Ciechanowski. Rola Dambka w tym zespole jest nieznana.

### Okupacja niemiecka
Po wybuchu II wojny światowej ukrywał się na Kaszubach, często zmieniając miejsca pobytu. Na przełomie 1939 i 1940 roku utworzył w Czarlinie z Klemensem Bronkiem, Bronisławem Brunką oraz Józefem Gierszewskim i Janem Gierszewskim Tajną Organizację Wojskową „Gryf Kaszubski”, na czele której stanął.
Wiosną 1941 roku przyciągnął do „Gryfa Kaszubskiego” pomorskiego działacza niepodległościowego, ks. ppłk Józefa Wryczę ps. „Rawycz”, „Delta”, co doprowadziło do wzrostu znaczenia „Gryfa Kaszubskiego” na Pomorzu.
Aby skonsolidować pomorską konspirację, doprowadził do przekształcenia TOW „Gryf Kaszubski” w Tajną Organizację Wojskową „Gryf Pomorski”. Kwestią sporną pozostaje data przekształcenia organizacji. Przyjmuje się, że zmiana nastąpiła w Czarnej Dąbrowie 7 lipca 1941 roku, po spotkaniu przedstawicieli „Gryfu Kaszubskiego” z oddziałem partyzanckim Józefa i Leona Kulasów. Według innych relacji przekształcenie organizacji nastąpiło w marcu 1942 r. Na przełomie 1942 i 1943 roku „Gryf Pomorski” liczył kilku tysięcy członków (według innych przekazów do 20 tys.).
Uczestniczył w zbieraniu informacji dotyczących niemieckiego przemysłu zbrojeniowego na Pomorzu oraz rakiet V1 i V2. Z drugiej jednak strony w swoich działaniach popełnił kilka poważnych błędów, zwłaszcza utrzymując ewidencję organizacyjną z personaliami gryfowców, co w późniejszym okresie ułatwiło Niemcom masowe ich aresztowania.
Latem 1942 roku uczestniczył w rozmowach kierownictwa TOW „Gryf Pomorski” z przedstawicielami Okręgu Pomorskiego AK, które miały doprowadzić do ulokowania organizacji w strukturach Polskiego Państwa Podziemnego. Dambek miał sceptyczne zdanie na temat przyłączenia do AK. Kierownictwo „Gryfa Pomorskiego” obawiało się, że włączenie organizacji do AK zwiększy zagrożenie dekonspiracją. Zwolennikiem przyłączenia „Gryfa Pomorskiego” do AK był komendant naczelny organizacji oraz oficer Wojska Polskiego Józef Gierszewski. Gierszewski jako oficer rezerwy wykonywał rozkaz AK dotyczący scalenia struktur. Dambek, sprawujący w „Gryfie Pomorskim” faktycznie kierownictwo, miał oskarżyć Gierszewskiego o zabieranie mu żołnierzy, co przerodziło się w spór pomiędzy nimi.
Wiosną 1943 roku Dambek przyczynił się do rozłamu w TOW „Gryf Pomorski” jako inicjator przyłączenia się do Ruchu Miecz i Pług. Był również obarczany odpowiedzialnością za skrytobójczą śmierć komendanta głównego TOW „Gryf Pomorski” Józefa Gierszewskiego na przełomie czerwca i lipca 1943 roku. W wyniku niejasnych okoliczności śmierci Gierszewskiego rola Dambka w tym wydarzeniu jest oceniania z dużą ostrożnością. Po śmierci Gierszewskiego Dambek miał przekazać nieprawdziwą interpretację wydarzeń ks. ppłk Wryczy. W wyniku konfliktu w kierownictwie „Gryfa Pomorskiego” oraz zamordowania Gierszewskiego z organizacji odeszli komendanci powiatowi i dowódcy oddziałów partyzanckich (którzy przeszli do AK) oraz ks. ppłk Wrycza. W wyniku błędnych decyzji Dambka „Gryf Pomorski” znalazł się w kryzysie wewnętrznym i zaczął tracić znaczenie.

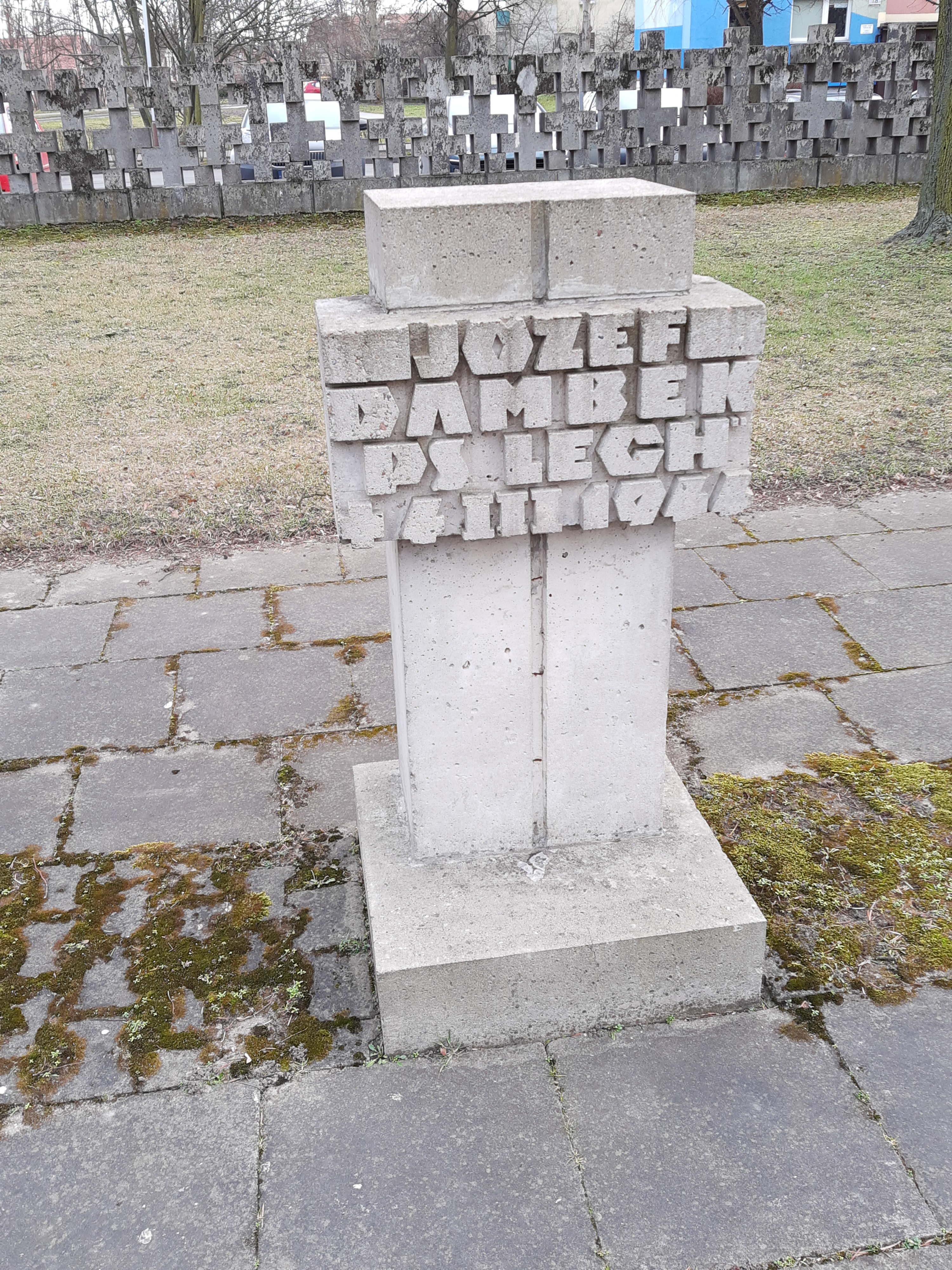
Grób symboliczny Józefa Dambka na Cmentarzu Ofiar Hitleryzmu na Zaspie

W nocy 4 marca 1944 roku pod Sikorzynem w powiecie kartuskim zginął zastrzelony w zasadzce przez agenta Gestapo Jana Kaszubowskiego vel Hansa Kassnera, co było wynikiem prowokacji gdańskiego gestapo po załamaniu się w śledztwie aresztowanej łączniczki Agnieszki Reflińskiej-Zawadzkiej. Nie wiadomo, gdzie został pochowany. Zdaniem Krzysztofa Komorowskiego zwłoki Dambka przewieziono do gdańskiej siedziby gestapo, a po ich identyfikacji i specjalnym pokazie skremowano. Prochy miano pochować na Zaspie. Po zamordowaniu Dambka Gestapo dotarło do ukrytych przez niego list członków „Gryfa Pomorskiego” z kilku powiatów. Na podstawie list Gestapo aresztowało wielu członków „Gryfa Pomorskiego” i ich krewnych. Kilkuset z nich trafiło do obozu koncentracyjnego Stutthof. „Gryf Pomorski” został rozwiązany 21 marca 1945 roku rozkazem ówczesnego Prezesa Rady Augustyna Westphala.

### Kontrowersje
Kontrowersje wokół Dambka wzbudza jego stopień wojskowy. Dambek używał stopnia porucznika, który otrzymał z nominacji Rady Naczelnej Tajnej Organizacji Wojskowej „Gryf Pomorski”. Przyznawane przez „Gryf Pomorski” stopnie wojskowe oraz awanse nie były uznawane przez Armię Krajową. Formalnie Dambek był cywilem, a stopień miał charakter organizacyjny. Do 2023 roku nie odnaleziono żadnego źródła historycznego potwierdzającego, że Dambek był oficerem Wojska Polskiego o stopniu porucznika. Pomimo kontrowersji wokół stopnia wojskowego w 2017 roku Dambek został pośmiertnie awansowany na stopień kapitana przez Ministra Obrony Narodowej Antoniego Macierewicza. Decyzja ta wzbudziła kontrowersje wśród ludności kaszubskiej.
Działalność Dambka propaguje tzw. Zespół ds. Upamiętniania Etosu Tajnej Organizacji Wojskowej Gryf Pomorski (znany również pod nazwą „Etosowcy”), której na przestrzeni lat czołowymi przedstawicielem byli ichtiolog Stanisław Uciński oraz radny do Sejmiku Województwa Pomorskiego i prezes Kaszubsko-Kociewskie Stowarzyszenia im. TOW „Gryf Pomorski” Roman Dambek, bratanek Józefa. Zespół miał poparcie pomorskich struktur Zjednoczenia Chrześcijańsko-Narodowego. W tekstach napisanych przez Etosowców postać Dambka jest wybielana, osoby powiązane z Dambkiem są oskarżane o członkostwo w Gestapo, NKWD bądź UB, a historykom i organizacjom badającym historię „Gryfa Pomorskiego” zarzuca się fałszowanie historii. Zdaniem historyka Mateusza Jasika Etosowcy są głównymi autorami artykułów prasowych i druków ulotnych na temat „Gryfa Pomorskiego” wydawanych po 1990 roku. Jasik podaje również, że Etosowcy mogli tworzyć spreparowane dokumenty, które miały uwiarygodnić ich poglądy na temat „Gryfu” i Dambka.

## Wybrane odznaczenia
- Krzyż Srebrny Orderu Virtuti Militari (pośmiertnie)[23]
- Medal Dziesięciolecia Odzyskanej Niepodległości[23]
- Medal XV-lecia Odzyskania Morza[23]

## Upamiętnienia
- W 1969 roku w Gołubiu postawiono obelisk ku czci Józefa Dambka. Jego uroczyste odsłonięcie miało miejsce 4 marca 1972 roku. 3 kwietnia 1998 roku działka, na której stał obelisk, została zakupiona przez prywatnych właścicieli[35]. Nowi właściciele bezskutecznie próbowali przenieść obelisk w inne miejsce, na co zgody nie wyrażał prezes Kaszubsko-Kociewskimego Stowarzyszeniem im. TOW „Gryf Pomorski” Roman Dambek[35][36]. W 2007 roku właściciele zdecydowali się samodzielnie przenieść obelisk, co przerodziło się w awanturę pomiędzy nimi a Kaszubsko-Kociewskim Stowarzyszeniem im. TOW „Gryf Pomorski”. W odpowiedzi w pobliżu miejsca, gdzie mieścił się obelisk, Stowarzyszenie nielegalnie postawiło krzyż[36]. 18 stycznia 2008 roku Rada Gminy Stężyca postanowiła przenieść obelisk i krzyż na plac przed budynkiem dawnej szkoły w Gołubiu[35].
- W 1970 roku w szkole podstawowej w Kobylu została odsłonięta tablica pamiątkowa ku jego czci[23].
- W dniu 5 marca 2017 został przez ministra obrony narodowej Antoniego Macierewicza awansowany na stopień kapitana podczas uroczystości w Gołubiu, upamiętniającej 73. rocznicę śmierci dowódcy „Gryfa”[37].
- W marcu 2018 roku w Gołubiu odsłonięto obelisk upamiętniający postać Józefa Dambka[38].
- W Gołubiu na początku marca odbywają się uroczystości upamiętniające śmierć Józefa Dambka. Uroczystości są organizowane przez Kaszubsko-Kociewskie Stowarzyszenia im. TOW „Gryf Pomorski”[39][40][41].
- Patronem Szkoły Podstawowej w Leśniewie jest Józef Dambek[42].